# Maurizio Santilli
Maurizio Santilli (Venafro, 9 giugno 1964) è un attore italiano.

## Biografia
Ha iniziato giovanissimo, nel 1983, con la trasmissione Tandem, su Rai 2, con Fabrizio Frizzi. Nel 1985 appare su Rai 1 per 20 puntate nella trasmissione Clap Clap, condotta da Barbara Boncompagni. Nello stesso anno inizia la collaborazione artistica con l'attore Enzo Guarini, suo concittadino, con il quale forma il duo comico - musicale denominato "I Guarilli" girando nei teatri e cabaret italiani.  Nel 1988 si laurea in Scienze Politiche a Napoli e si trasferisce a Roma in pianta stabile. Debutta in teatro con Carlo Croccolo col testo Conigli di Jiga Melik. Nel 1989 con I Guarilli ha un grande successo a La Chanson, tempio storico del cabaret romano con lo spettacolo  Saranno... Fumosi. Nel 1990, per la regia di Romolo Siena, si conferma al Teatro Colosseo di Torino col varietà Non mi toccare il Bosforo.
Nello stesso anno lavora a Novanta, su Rai Radio 1, per dieci puntate, con Marcello Casco, Aba Cercato e Minnie Minoprio. Nel 1992 debutta come attore monologhista al Teatro Colosseo e l'anno seguente è protagonista al Teatro Argot di Roma con Comportamientos vagabundos. Doppiatore della serie televisiva Beverly Hills, nel 1995 è protagonista dello spot della Vallelata. Nel 1996 dopo La conversazione continuamente interrotta di Ennio Flaiano al Teatro Flaiano di Roma, inizia stabilmente a lavorare per il cinema e la TV. Ottiene dei ruoli, tra gli altri, con Nino Manfredi in Linda e il brigadiere, con Ivo Garrani ne In nome della famiglia, con Eros Pagni ne Il mastino, con Luca Barbareschi in Cronaca nera, con Corrado in Investigatori allo sbaraglio e in Sei forte maestro 1 e 2 su Canale 5, con Emilio Solfrizzi e Gastone Moschin che gli darà una grande notorietà.  
Sul grande schermo, nel 1996 è con Raoul Bova ne Il sindaco, e nel 1998 con Stefano Accorsi in Ormai è fatta!. In quell'anno sarà co-protagonista in Dio c'è, opera prima del regista Alfredo Arciero. Nel 1999 gira in pochi mesi Teste di cocco, Le giraffe, Il grande botto e Il partigiano Johnny, con il quale è a Venezia in concorso al Festival Internazionale del Cinema. Lavora, inoltre, con i fratelli Vanzina nel film comico E adesso sesso. Negli stessi anni la sua popolarità cresce anche come cabarettista. Lavora in molti locali di cabaret in giro per l'Italia e partecipa a prestigiose conventions anche in Europa per importanti aziende italiane. Nel 1999 riceve a Paestum il "premio speciale Charlot per il cabaret".
Dopo altre due pubblicità come protagonista per la Findus (Pizza Regina) e per (Blu Officina), nel 2007 lavora con Beppe Fiorello e Kasia Smutniak nella fiction Giuseppe Moscati - L'amore che guarisce, per Rai 1, ed è protagonista di puntata in Don Matteo 5. Partecipa, inoltre, a due serie de I Cesaroni e a due di Un medico in famiglia. Nel 2008 scrive uno spettacolo dal titolo Memorie di un menestrello napoletano, dove canta e racconta Napoli, incidendo anche col maestro Nicola Cordisco un fortunato cd. Nel 2010 è in tournée nelle maggiori città del Canada riscuotendo un grande successo di critica e di pubblico, così come in Argentina, Venezuela e Spagna. Nel 2011 entra a fare parte del programma Servizio pubblico di LA7, con Michele Santoro nella ricostruzione, come attore, di importanti fatti di cronaca. Nel 2012 debutta con un suo testo teatrale dal titolo Io adoro la sintesi...sarò bre..., monologo dove racconta la storia degli umoristi del Novecento, da Campanile a Flaiano, da Petrolini e Marchesi. 
Sempre nel 2012 lavora, con Elena Sofia Ricci, nella fiction Che Dio ci aiuti. Nel 2015 scrive per il teatro lo spettacolo, Dialoghi tendenti alla felicita. Inoltre, prendendo spunto da un suo viaggio fatto sulla tratta ferroviaria Carpinone-Sulmona tra Abruzzo e Molise, crea prima un cortometraggio, e nel 2017 un lungometraggio dal titolo Il viaggio, per la regia di Alfredo Arciero. Il film vince il Napoli Film Festival, il Sidney Indie Film Festival, il Social World Film Festival e premiato come miglior film a San Diego in California ed in Venezuela, nonché finalista in India, a Bucarest e in altre città italiane e straniere. Nel 2019 debutta col suo nuovo spettacolo musicale, Napoli in bossa  col maestro Nicola Cordisco. Nel 2022 torna al teatro recitando al Belli di Roma l'Otello e nello stesso anno debutta al Teatro Arciliuto portando il suo fortunato monologo, Io adoro la sintesi...sarò bre..., con cui ritorna a calcare importanti teatri italiani.

## Filmografia

### Cinema
- Il sindaco, regia di Ugo Fabrizio Giordani (1996)
- Dio c'è, regia di Alfredo Arciero (1998)
- Ormai è fatta!, regia di Enzo Monteleone (1998)
- Le giraffe, regia di Claudio Bonivento (1999)
- Il grande botto, regia di Leone Pompucci (1999)
- Il partigiano Johnny, regia di Guido Chiesa (1999)
- Teste di cocco, regia di Ugo Fabrizio Giordani (1999)
- E adesso sesso, regia di Carlo Vanzina (2000)
- Family Game, regia di Alfredo Arciero (2007)
- Il viaggio, regia di Alfredo Arciero (2017)

### Televisione
- Tandem – programma TV (Rai 2, 1983)
- Clap clap – programma TV (Rai 1, 1985)
- Che peccato papà (TV 1 Austria, 1994)
- In nome della famiglia, regia di Vincenzo Verdecchi – soap opera (1996)
- Carràmba! Che sorpresa – programma TV (Rai 1, 1996)
- Linda e il brigadiere – serie TV (1997)
- Il mastino – serie TV (1997)
- Cronaca nera – programma TV (Rai 1, 1998)
- I.A.S. - Investigatore allo sbaraglio, regia di Giorgio Molteni – film TV (1999)
- Sei forte, maestro (2000-2001)
- Un medico in famiglia 5 – serie TV (2006)
- Don Matteo 5 – serie TV (2007)
- Giuseppe Moscati - L'amore che guarisce, regia di Giacomo Campiotti – miniserie TV (2007)
- I Cesaroni – serie TV, episodi 2x02-4x04 (2008-2010)
- Un medico in famiglia 6 – serie TV (2009)
- Servizio pubblico – programma TV (LA7, 2011-2015)
- Che Dio ci aiuti – serie TV (2012)
- I Cesaroni 6 – serie TV (2014)

## Pubblicità
- Mozzarella Vallelata Galbani (1995)
- Pizza Regina Findus (1996)
- Blu Officine (1998)

## Teatro
- California Suite (1987)
- Sik Sik, l'artefice magico (1987)
- In alto mare (1987)
- L'orso (1987)
- Conigli (1988)
- La patente (1989)
- Saranno... Fumosi (1989)
- Canicola (1989)
- Caccia al lupo (1989)
- Non mi toccare il Bosforo (1990)
- Come faceva pàtete... (Quando era giovane) (1992)
- Comportamientos Vagabundos (1993)
- I ragazzi del varietà (1994)
- Sogno di una notte di mezza estate (1996)
- Occhio alle porcellane (1996)
- La conversazione continuamente interrotta (1996)
- Fino a dieci (1996)
- Centro-Sud isole comprese (1997)
- Memorie di un menestrello napoletano (2008)
- Io adoro la sintesi...sarò bre... (2012)
- Dialoghi tendenti alla felicità (2015)
- Otello (2022)